# Rivière de la Coquille
Rivière de la Coquille är ett vattendrag i Kanada.   Det ligger i provinsen Québec, i den östra delen av landet, 500 km norr om huvudstaden Ottawa. Rivière de la Coquille ligger vid sjön Lac Nicabau.
I omgivningarna runt Rivière de la Coquille växer i huvudsak barrskog. Trakten runt Rivière de la Coquille är nära nog obefolkad, med mindre än två invånare per kvadratkilometer.